# Tarn Hows
Tarn Hows (gelegentlich auch The Tarns) ist ein See im Lake District, Cumbria, England. Tarn Hows bezeichnet eigentlich ein Gebiet zwischen den Orten Hawkshead und Coniston, doch es wird inzwischen auch für den See benutzt. Der heutige See geht auf die Verbindung von den ursprünglich drei Seen High Tarn, Middle Tarn und Low Tarn zurück. Der See hat nur kleine unbenannte Zuflüsse. Der Tom Gill bildet seinen Abfluss im Südwesten des Sees.
Der Name leitet sich vom Altnordischen Wort „tjorn“, was „Träne“ und dem ebenfalls altnordischen „how“ was Hügel bedeutet her.
Das Land und die drei Seen gehörten dem Industriellen James Garth Marshall. Ebenso gehörte ihm das Landsitz Monk Coniston Hall und um seine dortigen Besucher zu beeindrucken, ließ er den drei Seen und ihrem umgebenden Land im 19. Jahrhundert das heutige Aussehen geben, so dass man das Gelände seit dem auf einem einfachen Spaziergang erreichen kann und es nur noch einen See gibt.
1929 kaufte Beatrix Potter das Tarn Hows Gebiet für 15.000 £. Den See und Land darumherum verkaufte sie sofort an den National Trust, dem sie bei ihrem Tode 1943 das restliche Land testamentarisch vermachte.
Der National Trust errichtete 1930 im Südosten des Gebietes einen Gedenkstein für Sir James Scot of Yews und Anne Lady Scot. Der Blick vom Gedenkstein über Tarn Hows gehört zu den meist fotografierten Ansichten des Lake Districts, genauso wie der See zu den am meisten besuchten Orten des National Parks gehört.
Der See ist seit 1965 ein Site of Special Scientific Interest. Das Gebiet ist Heimat für die in England stark bedrohten europäischen (roten) Eichhörnchen.